# Ça Ira
A Ça Ira egy háromfelvonásos opera Roger Waterstől, a Pink Floyd egykori frontemberétől a francia forradalomról. Az opera 2005. szeptember 26-án jelent meg Bryn Terfel, Huang Ying és Paul Groves közreműködésével. Az opera a címét a sans-culotte-ok által énekelt indulóról kapta.

## Történet
Az opera egy nagyon hosszú folyamat eredménye. Waters már a Pink Floyd tagjaként jól tudta, hogy Roda Gilsnél fog kikötni. A kezdeti verzió elég korán, már 1988 végére készen volt és fel is vették. Miután François Mitterrand francia köztársasági elnök meghallgatta, alkalomhoz illőnek találta, és javasolta, hogy a Párizsi Nemzeti Opera vigye színpadra a francia forradalom 200. évfordulójára. Az opera rendezője eleinte kissé ellenállt (Waters szerint: „mert angol voltam és volt egy popcsapatom”). A projekt 1995-ig szünetelt, amikor Waters újra elkezdett dolgozni az anyag professzionális felvételén és a premier előadáson.

## Kritika
A Ça Ira jó kritikákat kapott. A legnagyobb kritika az volt, hogy az opera túl narratív, s ezért nagyon bonyolult színpadra vinni – ennek az eredménye, hogy megbomlik a darab folyama. Akárhogy is, a legtöbb kritikus egyetértett abban, hogy a zene nagyon jó, egyenletesen nagyszerű a részeiben is. (A szolgák felszabadulása és Marie Antoinette kivégzése különösen dicséretes volt.)

## Listák
Az album első helyezést ért el (#1) mind a Billboard Top Classical listán, mind a Sony Classical listáján az Amerikai Egyesült Államokban és Nagy-Britanniában egyaránt.
A Ça Ira Lengyelország és más európai országok listáin is megjelent, Lengyelországban platinalemez lett (10 000 eladott példány) és az első teljes előadására is minden jegy elkelt.

## Előadások
A Ça Irát először Máltán hallhatta a közönség azon az éjszakán, melyen Málta belépett az Európai Unióba. Körülbelül 15 perc hosszú részletet hallott a jelenlévő 80 000 ember a Grand Harbour partján. A zenét Gert Hoff fény showja kísérte.
Ezidáig két koncert előadása volt a Ça Irának Rómában és egy Poznańban. A római bemutató 2005. november 17-én volt, az összes jegy elkelt, a következő esti előadásra úgyszintén. Mindkét shownak magas színvonalú volt a zenéje, az ének előadása és a hangzása. A kórust, a zenekart és a szóló részeket is háttérkivetítőn sugárzott képek kísérték, melyek segítettek a történet elmesélésében.
A teljes opera előadás 2006. augusztus 25-én volt Poznańban, melyet a lengyel TVP televízió élőben közvetített. A program bonyolultabb volt a zenészek nagy száma miatt, mint a koncert előadás. Több, mint 200 táncos szerepelt a darabban. A színpadi díszlet elemei történelmiek voltak, és a szereplők (lovak, kocsik, a háborús jelenetek játszó katonák) is történelmi kosztümökben léptek fel. Az ötszáz művészt felvonultató előadás költségvetése csaknem 2 millió euró volt. A zenészek ezt követően turnéztak az anyaggal helyi művészek részvételével Pekingben, Tokióban és Moszkvában is.

## Dalok

### Első lemez

#### Első felvonás
1. "The Gathering Storm" – 1:38
2. "Overture" – 4:06
3. "Scene 1: A Garden In Vienna 1765" – 0:53
4. "Madame Antoine, Madame Antoine" – 2:53
5. Scene 2: Kings Sticks And Birds – 2:41
6. "Honest Bird, Simple Bird" – 2:10
7. "I Want To Be King" – 2:37
8. "Let Us Break All The Shields" – 1:45
9. Scene 3: The Grievances Of The People – 4:40
10. Scene 4: France In Disarray – 2:34
11. "To Laugh Is To Know How To Live" – 1:44
12. "Slavers, Landlords, Bigots At Your Door" – 3:36
13. Scene 5: The Fall Of The Bastille – 1:34
14. "To Freeze In The Dead Of Night" – 2:19
15. "So To The Streets In The Pouring Rain" – 4:17

#### Második felvonás
1. Scene 1: Dances And Marches – 2:11
2. "Now Hear Ye!" – 2:18
3. "Flushed With Wine" – 4:31
4. Scene 2: The Letter – 1:39
5. "My Dear Cousin Bourbon Of Spain" – 2:48
6. "The Ship Of State Is All At Sea" – 1:46
7. Scene 3: Silver Sugar And Indigo – 0:55
8. "To The Windward Isles" - 4:50
9. Scene 4: The Papal Edict - 1:17
10. "In Paris There's A Rumble Under The Ground" - 6:21

### Második lemez

#### Harmadik felvonás
1. Scene 1: The Fugitive King – 2:21
2. "But The Marquis Of Boulli Has A Trump Card Up His Sleeve" – 4:27
3. "To Take Your Hat Off" – 2:40
4. "The Echoes Never Fade From That Fusillade" – 3:15
5. Scene 2: Commune De Paris – 2:43
6. "Vive La Commune De Paris" – 3:16
7. "The Assembly Is Confused" – 2:41
8. Scene 3: The Execution Of Louis Capet – 1:39
9. "Adieu Loius For You It's Over" – 3:45
10. Scene 4: Marie Antoinette – The Last Night On Earth – 1:39
11. "Adieu My Good And Tender Sister" – 5:09
12. Scene 5: Liberty – 2:51
13. "And In The Bushes Where They Survive" – 6:52